# ألان هاستينغز
ألان هاستينغز (بالإنجليزية: Alan Hastings)‏ هو بروفيسور أمريكي، ولد في 27 أغسطس 1953 في الولايات المتحدة.